# کوردیلیرا آلتا
کوردیلیرا آلتا (به پرتغالی: Cordilheira Alta) یک منطقهٔ مسکونی در برزیل است که در سانتا کاتارینا واقع شده‌است. کوردیلیرا آلتا ۴٬۵۲۰ نفر جمعیت دارد.